# 8621 Jimparsons
A 8621 Jimparsons (ideiglenes jelöléssel (8621) 1981 EK7) a Naprendszer kisbolygóövében található aszteroida. Schelte J. Bus fedezte fel 1981. március 1-jén.